# Cantó de Melun-Nord
El cantó de Melun-Nord és un antic cantó francès del departament del Sena i Marne, que estava situat al districte de Melun. Comptava amb sis municipis i part del de Melun.
Al 2015 va desaparèixer i el seu territori va passar a formar part del nou cantó de Melun.

## Municipis
- Maincy
- Melun (part)
- Montereau-sur-le-Jard
- Rubelles
- Saint-Germain-Laxis
- Vaux-le-Pénil
- Voisenon

## Història
| Data d'elecció                           | Identitat       | Partit                       | Qualitat |
| ---------------------------------------- | --------------- | ---------------------------- | -------- |
| 1945-1951                                | M. Pelbois      | Divers gauche                |          |
| 1951-1970                                | M. Raymond      | Divers gauche                |          |
| 1970-1982                                | Pierre Lespiat  | CD, després MRG, després UDF |          |
| 1982-1994                                | Pierre Carassus | PS, després MDC, després PG  |          |
| 1994-2001                                | Richard Brun    | UDF                          |          |
| 2001-                                    | Jacky Laplace   | MDC, després PS              |          |
| les dades anteriors no són pas conegudes |                 |                              |          |
|                                          |                 |                              |          |